# Ampi
Ampi era una ciutat propera a Biblos conquerida per Abdi-Asirta, cap dels habiru d'Amurru al rei Rib-Hadda de Biblos cap a la meitat del segle xv aC.
Després el fill d'Abdi-Asirta, Pu-Bahla, la va conservar sota el seu domini circa el 1340 aC, i segurament el 1330 aC va passar a formar part del regne d'Amurru, que en aquella època era vassall hitita, quan Aziru, un altre fill d'Abdi-Asirta va assumir el tron i es va sotmetre al rei Subiluliuma I.